# Physoconops fronto
Physoconops fronto är en tvåvingeart som först beskrevs av Samuel Wendell Williston  1885.  Physoconops fronto ingår i släktet Physoconops och familjen stekelflugor. Inga underarter finns listade i Catalogue of Life.